# Communauté de communes des Hautes Terres
La communauté de communes des Hautes Terres est une ancienne communauté de communes française, située dans le nord-ouest du département de la Lozère et la région Occitanie.

## Historique
La Communauté de Communes des Hautes Terres a été créée le 3 décembre 1998. Elle était précédée par un SIVOM dont la structure fut abandonnée pour une autre disposant de compétences plus étendues et d'un statut juridique plus complet.
Le schéma départemental de coopération intercommunale, arrêté par le préfet de Lozère le 29 mars 2016, prévoit la fusion de la communauté de communes des Hautes Terres avec les communautés de communes de l'Aubrac lozérien et de la Terre de Peyre ainsi que les communes d'Albaret-Sainte-Marie et des Monts-Verts à partir du 1er janvier 2017.
Le 31 décembre 2016, Les Monts-Verts rejoint la communauté de communes.
Le 1er janvier 2017, les communautés de communes des Hautes Terres, de l'Aubrac Lozérien et de la Terre de Peyre  fusionnent pour constituer la communauté de communes des Hautes Terres de l'Aubrac.

## Territoire communautaire

### Composition
Elle était composée des dix communes suivantes :
| Nom                     | Code Insee | Gentilé        | Superficie (km2) | Population (dernière pop. légale) | Densité (hab./km2) |
| ----------------------- | ---------- | -------------- | ---------------- | --------------------------------- | ------------------ |
| Fournels (siège)        | 48064      | Fournelais     | 15,76            | 369 (2014)                        | 23                 |
| Albaret-le-Comtal       | 48001      | Albaretois     | 29,56            | 180 (2014)                        | 6,1                |
| Arzenc-d'Apcher         | 48007      | Arzencois      | 7,88             | 49 (2014)                         | 6,2                |
| Brion                   | 48031      | Brionais       | 22,11            | 88 (2014)                         | 4                  |
| Chauchailles            | 48044      | Chauchaillois  | 17,40            | 95 (2014)                         | 5,5                |
| La Fage-Montivernoux    | 48058      | Fageais        | 37,77            | 162 (2014)                        | 4,3                |
| Noalhac                 | 48106      | Noalhacois     | 13,51            | 96 (2014)                         | 7,1                |
| Saint-Juéry             | 48161      | Saint-Juéryens | 1,65             | 65 (2014)                         | 39                 |
| Saint-Laurent-de-Veyrès | 48167      | Veyrésiens     | 9,11             | 39 (2014)                         | 4,3                |
| Termes                  | 48190      | Termois        | 17,65            | 206 (2014)                        | 12                 |

### Démographie
| 2007  | 2011  | 2012  | 2013  | 2014  |
| ----- | ----- | ----- | ----- | ----- |
| 1 388 | 1 385 | 1 377 | 1 364 | 1 349 |

## Administration

### Conseil communautaire
Le conseil communautaire de la Communauté de communes des Hautes Terres se compose de 21 membres : 3 pour la commune de Fournels et 2 pour chacune des 9 autres communes.

### Présidence
Le président de la Communauté de communes des Hautes Terres est Pierre Morel-A-L'Huissier.

### Compétences

#### Compétences obligatoires
- Aménagement de l'espace
- Développement économique

#### Compétences facultatives et optionnelles
- Politique de logement et du cadre de vie
- Protection et mise en valeur de l'environnement
- Jeunesse
- Assainissement non-collectifs
- Participation à la politique de Pays
- Plateformes délocalisées Maison de l'Emploi et de la Cohésion Sociale et Relais de Services Publics